# The Rocketeer (filme)
The Rocketeer (bra Rocketeer; prt As Aventuras de Rocketeer) é um filme norte-americano de 1991 dirigido por Joe Johnston, com roteiro baseado nas graphic novels Rocketeer, criada por Dave Stevens. 
The Rocketeer recria o ambiente da cidade de Hollywood no ano de 1938, com seus gângsteres, espiões nazistas e o crescimento da era da aviação.

## Sinopse
O jovem piloto Cliff Secord acaba encontrando, após sofrer um acidente aéreo em função de um tiroteio entre gângsters e o FBI, um protótipo ultra-secreto de um propulsor a jato escondido por um dos bandidos. Assumindo a identidade de Rocketeer, Cliff encontra todo o tipo de vilão, liderados por um ator de Hollywood, Neville Sinclair, que na verdade é um espião à serviço dos nazistas. Durante um vôo de exibição, Cliff usa o foguete para salvar um amigo de um acidente, passando a ser chamado de "Rocketeer" pelo público. Com sua foto nas primeiras páginas de todos os jornais, Cliff passa a ser perseguido pelo FBI, por gângsters e por espiões alemães, que sequestram Jenny, sua namorada, forçando Cliff a resgatá-la. O jovem piloto enfrentará diversas dificuldades para tentar derrotar seus adversários, que estão ansiosos em usar a mochila a jato para seus planos de conquista mundial.

## Elenco
- Billy Campbell — Cliff Secord/Rocketeer
- Jennifer Connelly — Jenny Blake
- Alan Arkin — A. "Peevy" Peabody
- Timothy Dalton — Neville Sinclair
- Terry O'Quinn — Howard Hughes
- Ed Lauter — Fitch
- James Handy — Wooly
- Paul Sorvino — Eddie Valentine
- Jon Polito — Bigelow
- William Sanderson — Skeets
- Margo Martindale — Millie
- John Lavachielli — Rusty
- Clint Howard — Mark
- Rick Overton — South Seas Patron
- Max Grodénchik — Wilmer
- Tiny Ron Taylor — Lothar

## Blu-ray
O filme foi lançado em blu-ray em dezembro de 2011, quando se completou vinte anos do lançamento.